# طواف إفريقيا للدراجات 2022
طواف أفريقيا للدراجات 2022 (بالإنجليزية: 2022 UCI Africa Tour)‏ هو الموسم 18 من  طواف أفريقيا للدراجات.

## السباقات
| طواف أفريقيا للدراجات      | طواف أفريقيا للدراجات | طواف أفريقيا للدراجات | طواف أفريقيا للدراجات | طواف أفريقيا للدراجات | طواف أفريقيا للدراجات | طواف أفريقيا للدراجات | طواف أفريقيا للدراجات |
| التاريخ                    | #                     | السباق                | الفائز                | الثاني                | الثالث                |                       |                       |
| -------------------------- | --------------------- | --------------------- | --------------------- | --------------------- | --------------------- | --------------------- | --------------------- |
| 29 أكتوبر – 07 نوفمبر 2021 | 1                     | تور دو فاسو ‏          | Daniel Bichlmann ‏     | أسامة خافي ‏           | Souleymane Koné ‏      |                       |                       |
| 20 – 27 فبراير 2022        | 2                     | طواف رواندا           | Natnael Tesfatsion ‏   | Anatolii Budiak ‏      | Jesse Ewart ‏          |                       |                       |
| 03 – 08 مايو 2022          | 3                     | طواف بنين ‏            | Marcel Peschges ‏      | Jarri Stravers ‏       | Adil El Arbaoui ‏      |                       |                       |
| 04 – 12 يونيو 2022         | 4                     | طواف كاميرون ‏         | Moise Mugisha ‏        | Yordan Andreev ‏       | Arthuce Jodele Tella ‏ |                       |                       |